# Tiream
Tiream è un comune della Romania di 2 298 abitanti, ubicato nel distretto di Satu Mare, nella regione storica della Transilvania. 
Il comune è formato dall'unione di 3 villaggi: Portița, Tiream, Vezendiu.